# Tauró camús
El tauró camús, tauró brau, tauró del Zambeze i tauró de Nicaragua (Carcharhinus leucas) és una espècie de peix cartilaginós carcariniforme de la família dels carcarínids. És un dels pocs taurons que remunta els estuaris per aconseguir aigües dolces. Arriba a mesurar fins a 3,4 m de llarg.

## Distribució
Pot ser trobat riu endins a l'Amazones, a Sud-amèrica, al Zambeze (pel que se l'anomena també tauró del Zambeze) i al Limpopo a l'Àfrica, al Llac Cocibolca de Nicaragua i al Ganges de l'Índia.

## Característiques
És un tauró marí de cos molt poderós que es troba a les costes de totes les zones temperades del planeta. És una de les tres espècies que solen atacar als humans, pot ser perillós per a l'ésser humà, perquè caça en llocs on solen nedar les persones, per l'habilitat que té aquest tauró de poder entrar a l'aigua dolça.
El tauró camús té en la part superior del seu cos un color verdós i cafè clar, ideal per als hàbitats en què es troba. Les femelles donen a llum en els estuaris, on les cries creixen i es desenvolupen per poder assolir major grandària i posteriorment sortir al mar.
Al contrari que moltes altres espècies de taurons, tolera bé l'aigua dolça.
Generalment aquests taurons viuen en zones estuarines, però també remunten rius, com el Ganges, el Mississipi i l'Amazones, on es poden trobar a milers de km del mar.
Hi ha alguns llocs on viuen acostumats a les aigües dolces i han rebut un nom separat:
- A l'Àfrica meridional aquests taurons viuen al riu Zambeze i es coneixen amb el nom de tauró del Zambeze ("Zambezi River Shark" o "Zambi").
- A l'Amèrica central viuen també al llac Nicaragua i reben el nom de tauró de Nicaragua ("Nicaragua shark").